# Jeep Gladiator
Jeep Gladiator (senare Jeep Pickup) är en fullstorleks pickup baserat på den stora Jeep Wagoneer plattformen som byggdes och såldes under många bilmärken åren 1962–1988. Anmärkningsvärt för Jeep Gladiator var att den var i produktion under mer än 26 år med endast mindre mekaniska förändringar.

## Militär användning i Sverige
Totalt cirka 450 stycken Jeep J20 anskaffades 1981 till Flygvapnets basbataljoner av typ Basbataljon 85, skräddarsydda för flygbaserna av typ Bas 90. Bilarna användes av klargöringstropparna för persontransporter och för att dra släpvagnar med klargörningsmaterial. Med hjälp av en dragkrok i fronten kunde bilarna användas för att rangera flygplan. Fordonet togs ur tjänst runt 2006 och flertalet av fordonen förrådsställdes, men togs återigen i tjänst 2016. Åren 2020–2022 ersattes fordonet av Terrängbil 15 som klargöringsfordon i flygvapnet.

### Versioner
- Klargöringsbil 9711A – personlastterrängbil med flak
- Klargöringsbil 9712A – klargöringsbil, försedda med en så kallad persontransporthydda och rangerkrok, för att kunna flytta flygplan.
- Klargöringsbil 9713A – personlastterrängbil, försedda med en så kallad persontransporthydda på flaket.

## Galleri

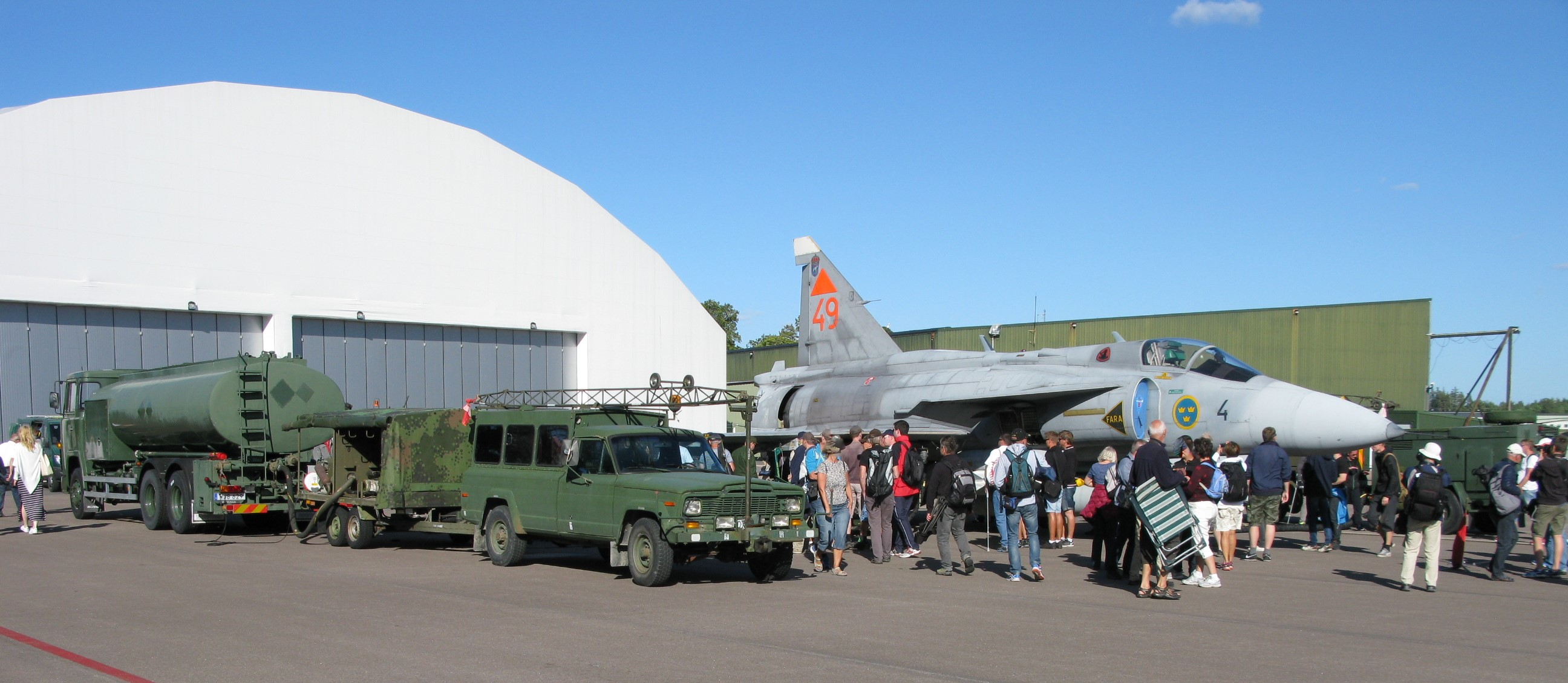
Uppställning av fordon för klargörning av JA-37 Viggen enligt flygbassystemet BAS-90
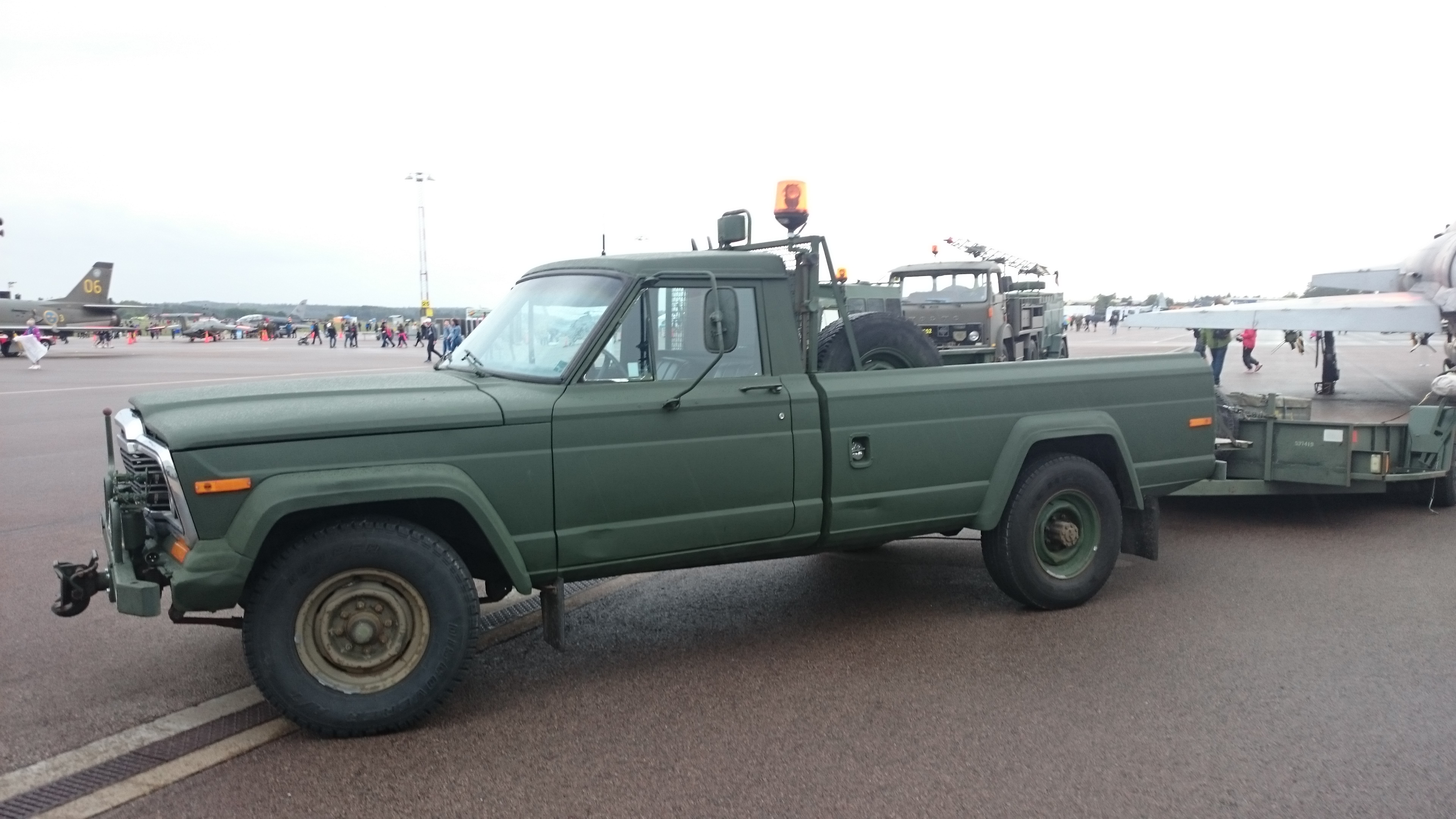
Klargöringsbil 9711
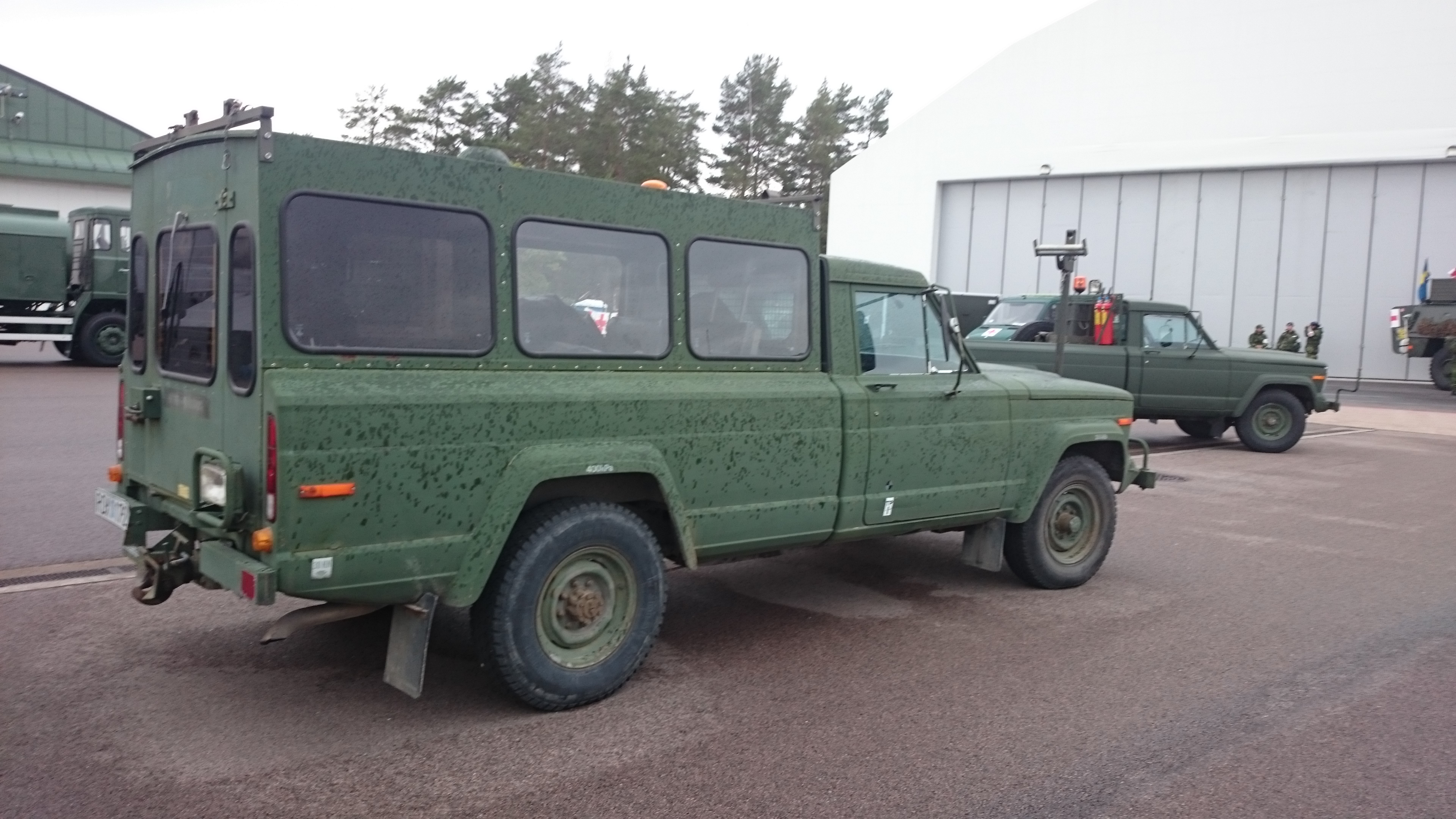
Klargöringsbil 9712